# Didier Boubé
Didier Boubé (* 13. Februar 1957 in Vichy) ist ein ehemaliger französischer Moderner Fünfkämpfer.

## Karriere
Boubé war bei den Olympischen Spielen 1984 in Los Angeles Teil der französischen Mannschaft, die die Bronzemedaille gewann. Neben Boubé gehörten noch Joël Bouzou und Paul Four zur Mannschaft. Im Einzel erreichte er den zehnten Platz.
Bei Weltmeisterschaften gewann er ebenfalls eine Bronzemedaille in der Mannschaftskonkurrenz. 1986 stand er gemeinsam mit Joël Bouzou und Christophe Ruer auf dem Podium.